# بلوار شهید مطهری (شیراز)
بلوار شهید مطهری یکی از بلوارهای شهر شیراز است که غرب شهر را به جنوب غرب متصل می‌کند. این بلوار از تقاطع غیر همسطح شهیدان شیخی شروع شده و پس گذشتن از زیر گذر تقاطع غیر همسطح زرگری، خیابان رادفر، زیرگذر پل طبقاتی ستارخان، میدان مطهری، زیرگذر پل چوگان و محله کشن به پل کشن در تقاطع با بلوار امیرکبیر امتداد دارد. قسمت‌های مختلف این بلوار زیر نظر مناطق یک و چهار شهرداری شیراز محسوب می‌شوند.

این بلوار دارای دو لاین اصلی و دو لاین کندرو با طول ۵ کیلومتر است و همچنین پیش‌بینی می‌شود در آینده نه چندان نزدیک از پل کشن تا تقاطع زرگری طرحی به صورت زیرگذر دوسطحی در کل بلوار اجرا خواهد شد

## مسیر
| از شمال به جنوب            | از شمال به جنوب                     | از شمال به جنوب |
| -------------------------- | ----------------------------------- | --------------- |
| پل شهیدان شیخی             | بلوار شهید چمران خیابان شهید مختاری |                 |
|                            | خیابان دانش‌آموز                     |                 |
| ایستگاه متروی شهید مطهری   |                                     |                 |
| زیرگذر زرگری               | خیابان قصردشت                       |                 |
| زیرگذر شهدای مهدی‌آباد      | بلوار ستارخان خیابان شهید رادفر     |                 |
|                            | خیابان تلخداش                       |                 |
| میدان شهید مطهری           | بلوار قدوسی غربی بلوار قدوسی شرقی   |                 |
| زیرگذر یادگار امام (چوگان) | بلوار پاسداران                      |                 |
|                            | خیابان کمیل                         |                 |
|                            | خیابان شهید مرادی                   |                 |
|                            | خیابان مبعث                         |                 |
|                            | خیابان گلچین غربی                   |                 |
|                            | خیابان گلچین شرقی                   |                 |
|                            | خیابان گلشن                         |                 |
|                            | خیابان شهید علیزاده                 |                 |
| پل شهدای کشن               | بلوار امیرکبیر بلوار میثم           |                 |
| از جنوب به شمال            |                                     |                 |

## امکانات و اماکن مهم
- بیمارستان چشم پزشکی دکتر خدادوست

- باغ خانواده شهرداری شیراز

- دانشکده علوم قرانی

- سازمان منابع طبیعی و ابخیزداری شیراز

- مجتمع پزشکی بارانا

- مجتمع تجاری سینا

- مجتمع تجاری سلطانیه

- مجتمع تجاری الهیه

- ساختمان شهرداری ناحیه یک منطقه یک

- سازمان فضای سبز شهرداری شیراز

- درمانگاه رضوان
- بوستان حدیث مطهری جنوبی
- ایستگاه متروی شهید مطهری